# Podgorje Bračevačko
Podgorje Bračevaֳčko (1900-ig Podgorje) falu Horvátországban, Eszék-Baranya megyében. Közigazgatásilag Drenyéhez tartozik.

## Fekvése
Eszéktől légvonalban 40, közúton 46 km-re délnyugatra, Diakovártól légvonalban 20, közúton 29 km-re északnyugatra, községközpontjától légvonalban 7, közúton 17 km-re északnyugatra, Szlavónia középső részén, a Krndija-hegység északkeleti lejtőin, a Vuka felső folyása mentén fekszik.

## Története
A település középkori létezésének írásos nyoma nincs. Régi leírások említik egy Szent János templom középkori romjait, ami a falu középkori létét erősíti. A török uralom idején Boszniából pravoszláv vlachokat telepítettek ide. Ez a lakosság a felszabadító háborúk idején 1685 körül elmenekült és a falu 1699-ig kihalt maradt. Ekkor a falu földesura Ogramić püspök Boszniából újabb kilenc pravoszláv családot telepített be. 1758-ban már 23 ház állt a településen 143 lakossal. 1802-ben 28 házában 267 lakos élt.
Az első katonai felmérés térképén „Podgorien” néven található. Lipszky János 1808-ban Budán kiadott repertóriumában „Podgorje” néven szerepel. Nagy Lajos 1829-ben kiadott művében „Podgorje” néven 37 házzal, 2 katolikus és 225 ortodox vallású lakossal találjuk. A 19. század második felében 1870 és 1890 között néhány magyar család települt be.
A településnek 1857-ben 206, 1910-ben 394 lakosa volt. Verőce vármegye Diakovári járásának része volt. Az 1910-es népszámlálás adatai szerint lakosságának 79%-a szerb, 10%-a magyar, 9%-a horvát anyanyelvű volt. Az első világháború után 1918-ban az új szerb-horvát-szlovén állam, majd később (1929-ben) Jugoszlávia része lett. A partizánok 1944-ben elüldözték a magyar lakosságot, a helyükre a háború után horvátok települtek. 1991-től a független Horvátországhoz tartozik. 1991-ben lakosságának 58%-a szerb, 37%-a horvát nemzetiségű volt. 2011-ben a falunak 70 lakosa volt.

## Lakossága
| Lakosság változása | Lakosság változása | Lakosság változása | Lakosság változása | Lakosság változása | Lakosság változása | Lakosság változása | Lakosság változása | Lakosság változása | Lakosság változása | Lakosság változása | Lakosság változása | Lakosság változása | Lakosság változása | Lakosság változása | Lakosság változása |
| ------------------ | ------------------ | ------------------ | ------------------ | ------------------ | ------------------ | ------------------ | ------------------ | ------------------ | ------------------ | ------------------ | ------------------ | ------------------ | ------------------ | ------------------ | ------------------ |
| 1857               | 1869               | 1880               | 1890               | 1900               | 1910               | 1921               | 1931               | 1948               | 1953               | 1961               | 1971               | 1981               | 1991               | 2001               | 2011               |
| 206                | 240                | 211                | 239                | 259                | 394                | 389                | 470                | 202                | 220                | 185                | 186                | 137                | 78                 | 79                 | 70                 |